# 東条村 (大阪府)
東条村（とうじょうむら）は、大阪府南河内郡にあった村。現在の富田林市の南東端にあたる。

## 地理
- 山岳：嶽山、金胎寺山
- 河川：佐備川

## 歴史
- 1889年（明治22年）4月1日 - 町村制の施行により、石川郡竜泉村・甘南備村・佐備村の区域をもって発足。
- 1896年（明治29年）4月1日 - 所属郡が南河内郡に変更。
- 1957年（昭和32年）1月15日 - 富田林市に編入。同日東条村廃止。

## 名所・旧跡・観光スポット・祭事・催事
- 咸古神社
- 佐備神社
- 楠妣庵観音寺
- 龍泉寺